# Математическая олимпиада
Математическая олимпиада — это предметная олимпиада между учащимися школы (иногда — студентами вузов) по решению нестандартных математических задач.
При организации олимпиады ставится задача не только выявления сильных учеников, но и создания общей атмосферы праздника математики, развития интереса к решению задач и самостоятельности мышления.

## История
Первая математическая олимпиада состоялась в 1894 году в Австро-Венгрии.(см. информацию в AoPS)
В Советском Союзе первые олимпиады состоялись:
в 1933 году в Тбилиси (первое в СССР математическое соревнование школьников),
в 1934 году в Ленинграде (первая в СССР официальная городская математическая олимпиада),
в 1935 году в Москве.
Первые олимпиады, в которых соревновались школьники из разных городов СССР, начали проводиться уже в 1950-е годы.

## Олимпиадные задачи
В отличие от типовых учебных примеров и упражнений, «олимпиадные» задачи не имеют общего алгоритма решения.
Каждая такая задача уникальна и требует применения новых идей для решения, но не специальных знаний, то есть для её решения достаточно знания обычной школьной программы.

## Призовые места
Обычно в олимпиадах бывает несколько призовых мест (например, 5 первых, 15 вторых, 25 третьих).
Получение призового места на престижной олимпиаде дает преимущества при поступлении в ВУЗ и является хорошим показателем развития математических навыков учащегося.

## Этапы математических олимпиад
- Школьный
- Районный
- Городской
- Региональный
- Государственный
- Международный